# AUTODOC SE
AUTODOC SE is een e-commercebedrijf dat auto-onderdelen en aanverwante producten verkoopt in 27 Europese landen. De belangrijkste klanten zijn particulieren en kleinere garagehouders.

## Geschiedenis
AUTODOC werd in 2008 opgericht als E&S Pkwteile GmbH door Alexej Erdle, Max Wegner en Vitalij Kungel. In de beginjaren zetelde het bedrijf in het Berlijnse stadsdeel Weißensee. Sinds 2010 zijn het kantoor en de logistieke afdelingen gevestigd in het stadsdeel Lichtenberg. In het jaar 2011 begon de expansie naar Oostenrijk en Zwitserland. Het Verenigd Koninkrijk, Frankrijk, Italië en Spanje volgden in 2012.
In 2015 werd het bedrijf omgedoopt tot AUTODOC GmbH. Het boekjaar 2016 had een jaaromzet van meer dan 100 miljoen euro en in 2017 bedroeg deze meer dan 250 miljoen euro. In 2021 passeerde de jaaromzet van het bedrijf de 1 miljard euro.
In 2018 werd het bedrijf door de Financial Times erkend, op basis van omzet, als een van de snelst groeiende bedrijven in Europa. In datzelfde jaar breidde het bedrijf zijn productassortiment uit met onderdelen voor vrachtwagens en andere bedrijfsvoertuigen.
In september 2021 wijzigde AUTODOC zijn rechtsvorm van een GmbH in een Europese vennootschap (Societas Europaea, SE).

## Overzicht
Het productassortiment van het bedrijf omvat ca. 4,8 miljoen onderdelen voor auto's, vrachtwagens en motorfietsen in de categorieën motor, chassis, verlichting, elektriciteit, ventilatie en banden.

In 2018 was AUTODOC de officiële partner van de ADAC Rallye Masters en in 2019 van het FIA World Rally Championship (WRC) en tevens sponsor van alle Europese wedstrijden. In datzelfde jaar introduceerde de onderneming het AUTODOC CLUB online platform. In 2020 werden de AUTODOC CLUB app voor iOS en Android en het AUTODOC PLUS-programma gelanceerd.